# Турін Віктор Олександрович
Турін Віктор Олександрович  (1895, Петербург — 1945, Москва) — радянський російський кінорежисер.

## З життєпису
Жив з родиною у США. Закінчив технологічний інститут у Бостоні. Працював у Голлівуді як лібретист і актор. Повернувшись 1923 р. на батьківщину, співробітничав в 1924—1927 рр. в українській кінематографії. Створив фільми: «Гасла восьми Жовтнів» (1925), «Боротьба велетнів», «Провокатор» (1927).
Потім переїхав до Москви, де зняв стрічки: «Турксиб» (1927, док/ф) i перший чорно-білий звуковий ігровий фільм азербайджанського кінематографу «Бакинці» (1938, також співавт. сценар. з В. Павловським).